# Премія Сіґне Екблад-Ельд
Премія Сі́ґне Е́кблад-Ельд (швед. Signe Ekblad-Eldhs pris) — це літературна нагорода, яку Шведська академія щороку присуджує видатним письменникам. Засновницею цієї нагороди у 1960 році стала Сіґне Екблад-Ельд (* 1903–1960), яка разом зі своїм чоловіком Нільсом Ельдом також заснувала Премію миру Ельд-Екблад.

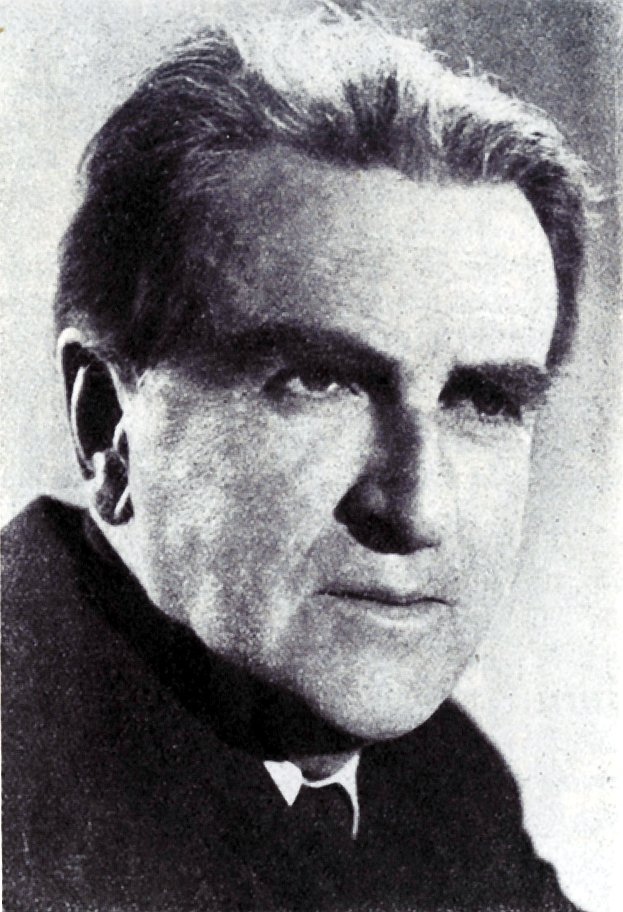
Таґе Аурелль, лауреат 1962 року

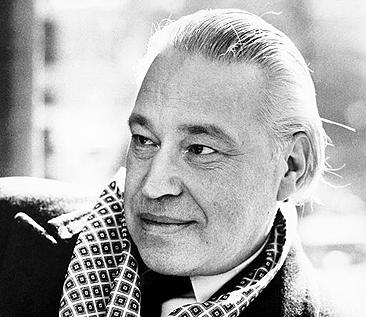
Ерік Ліндеґрен, лауреат 1963 року

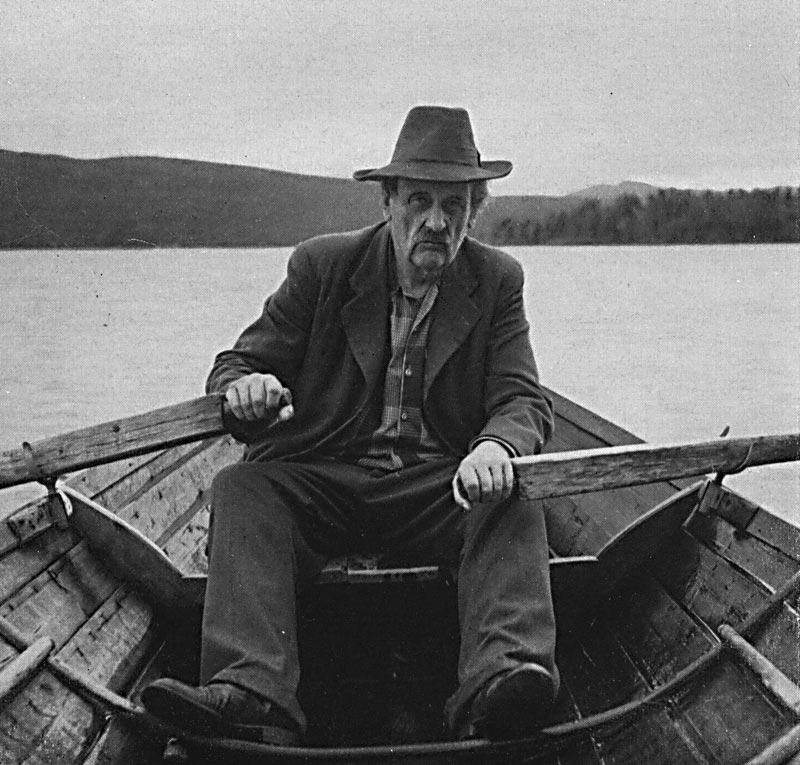
Ґустав Геденвінд-Ерікссон, лауреат 1964 року

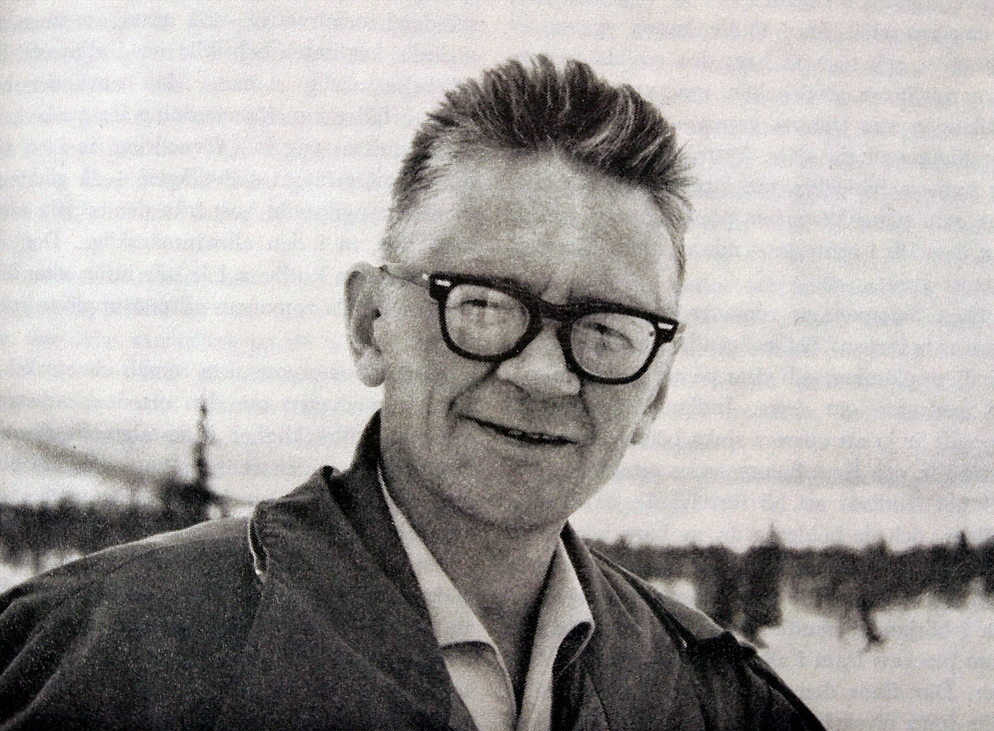
Пер Улоф Сундман, лауреат 1965 року

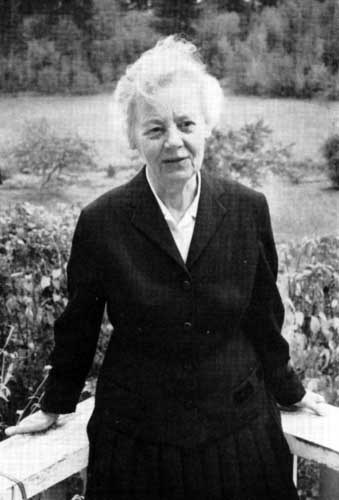
Тура Даль, лауреатка 1966 року

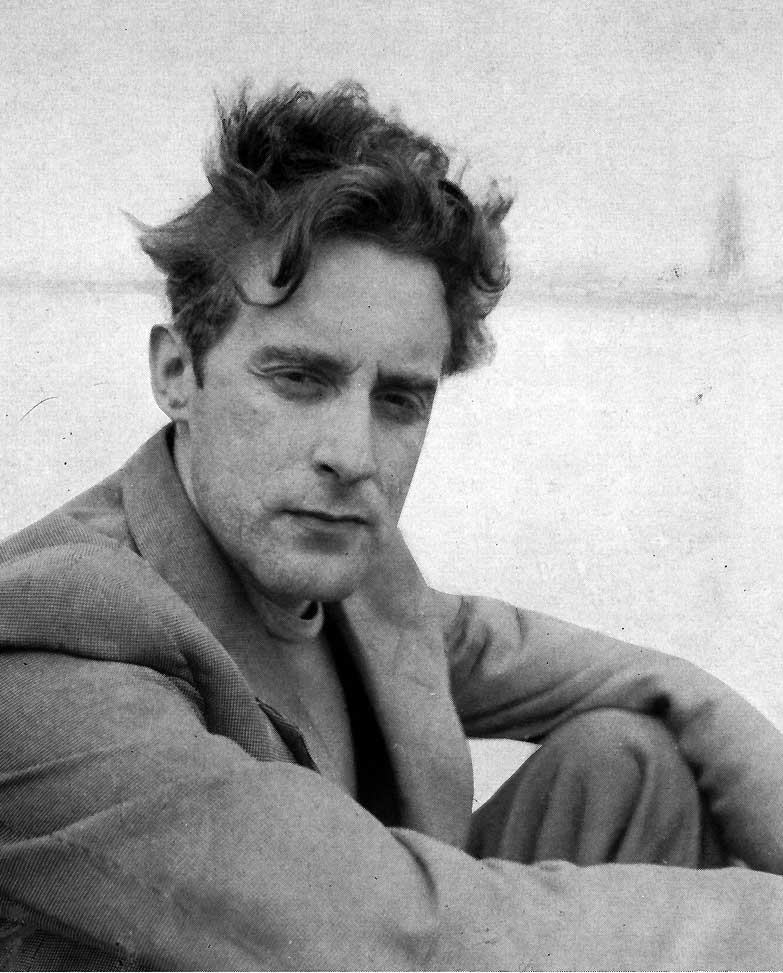
Вернер Аспенстрем, лауреат 1968 року

## Лауреати
- 1962 Таґе Аурелль
- 1963 Ерік Ліндеґрен
- 1964 Ґустав Геденвінд-Ерікссон
- 1965 Пер Улоф Сундман
- 1966 Тура Даль
- 1967 Віллі Чюрклунд
- 1968 Вернер Аспенстрем
- 1969 Вальтер Юнґквіст
- 1970 Ларс Алін
- 1971 Ґуннар Е. Сандґрен
- 1972 Анн Марґрет Дальквіст-Юнґберг
- 1973 Улла Ісакссон
- 1974 Ганс Ґранлід
- 1975 Пер Улоф Енквіст
- 1976 Керстін Екман
- 1977 Ларс Арделіус
- 1978 Ріта Турнборг
- 1979 Сун Аксельссон
- 1980 Сівар Арнер
- 1981 Свен Дельбланк
- 1982 Ларс Андерссон
- 1983 Карл Руне Нурдквіст
- 1984 Віллі Чюрклунд і Ніклас Родстрем
- 1985 Пер Аґне Еркеліус і Бенґт Седерберг
- 1986 Ларс Ґустафссон і Теодор Калліфатідес
- 1987 Стіґ Ларссон і Ірмелін Сандман Ліліус
- 1988 Конні Ісґрен і Клас Естерґрен
- 1989 Ева Рунефельт і Єспер Свенбру
- 1990 Ернст Бруннер і Улла Улін-Нільсон
- 1991 Пер Аґне Еркеліус і Б'єрн Юлен
- 1992 Kristina Lugn och Björner Torsson
- 1993 Клес Гюлінґер
- 1994 Пер Ґуннар Евандер
- 1995 Анна-Марія Берглунд
- 1996 Карола Ганссон
- 1997 Челль Юганссон
- 1998 Ларс Арделіус
- 1999 Пер Гольмер
- 2000 Марґарета Екстрем
- 2001 Інґвер Альфвен
- 2002 Ніклас Родстрем
- 2003 Боділь Мальмстен
- 2004 Єран Пальм
- 2005 Ульф Ерікссон
- 2006 Агнета Плейєль
- 2007 Ларс Якобсон
- 2008 Теодор Калліфатідес
- 2009 Гокан Андерссон
- 2010 Стаффан Седерблум
- 2011 Сіґрід Комбюхен
- 2012 Карл-Геннінґ Війкмарк
- 2013 Крістіан Лундберг
- 2014 Мертта Тікканен
- 2015 Елсі Юганссон
- 2016 Майґулль Аксельссон
- 2017 Марія Сількеберг
- 2018 Туве Фолькессон
- 2019 Юнас Гассен Кемірі
- 2020 Стів Класон
- 2021 Петер Сандстрем